# Courtland (Wirginia)
Courtland – miasto w Stanach Zjednoczonych, w stanie Wirginia, w hrabstwie Southampton.